# Йоахим Ернст фон Бранденбург-Ансбах
Йоахим Ернст фон Бранденбург-Ансбах (на немски: Joachim Ernst von Brandenburg-Ansbach; * 22 юни 1583, Кьолн (Берлин); † 7 март 1625, Ансбах) от род Хоенцолерн, е от 1603 г. до смъртта си маркграф на Княжество Ансбах.

## Произход и управление
Той е вторият син на курфюрста на Бранденбург Йохан Георг (1525 – 1598) и третата му съпруга Елизабет фон Анхалт (1563 – 1607), дъщеря на княз Йоахим Ернст от Анхалт.
През 1603 г. Йоахим Ернст поема управлението на Маркграфство Бранденбург-Ансбах, след като със смъртта на Георг Фридрих Стари измира старата линия Ансбах-Йегерндорф на франкските Хоенцолерни.

## Фамилия
Йоахим Ернст се жени през 1612 г. за графиня София фон Солмс-Лаубах (* 15 май 1594, Лаубах; † 16 май 1651, Пльотцкау), дъщеря на граф Йохан Георг I фон Золмс-Лаубах (1547 – 1600) и Маргарета фон Шьонбург-Глаухау (1554 – 1606). Те имат децата:
- София (1614 – 1646)

∞ 1641 маркграф Ердман Август фон Бранденбург-Байройт (1615 – 1651)
- Фридрих III (1616 – 1634), маркграф на Бранденбург-Ансбах
- Албрехт (*/† 1617)
- Албрехт II (1620 – 1667), маркграф на Бранденбург-Ансбах
- Кристиан (1623 – 1633)